# Paustenbach

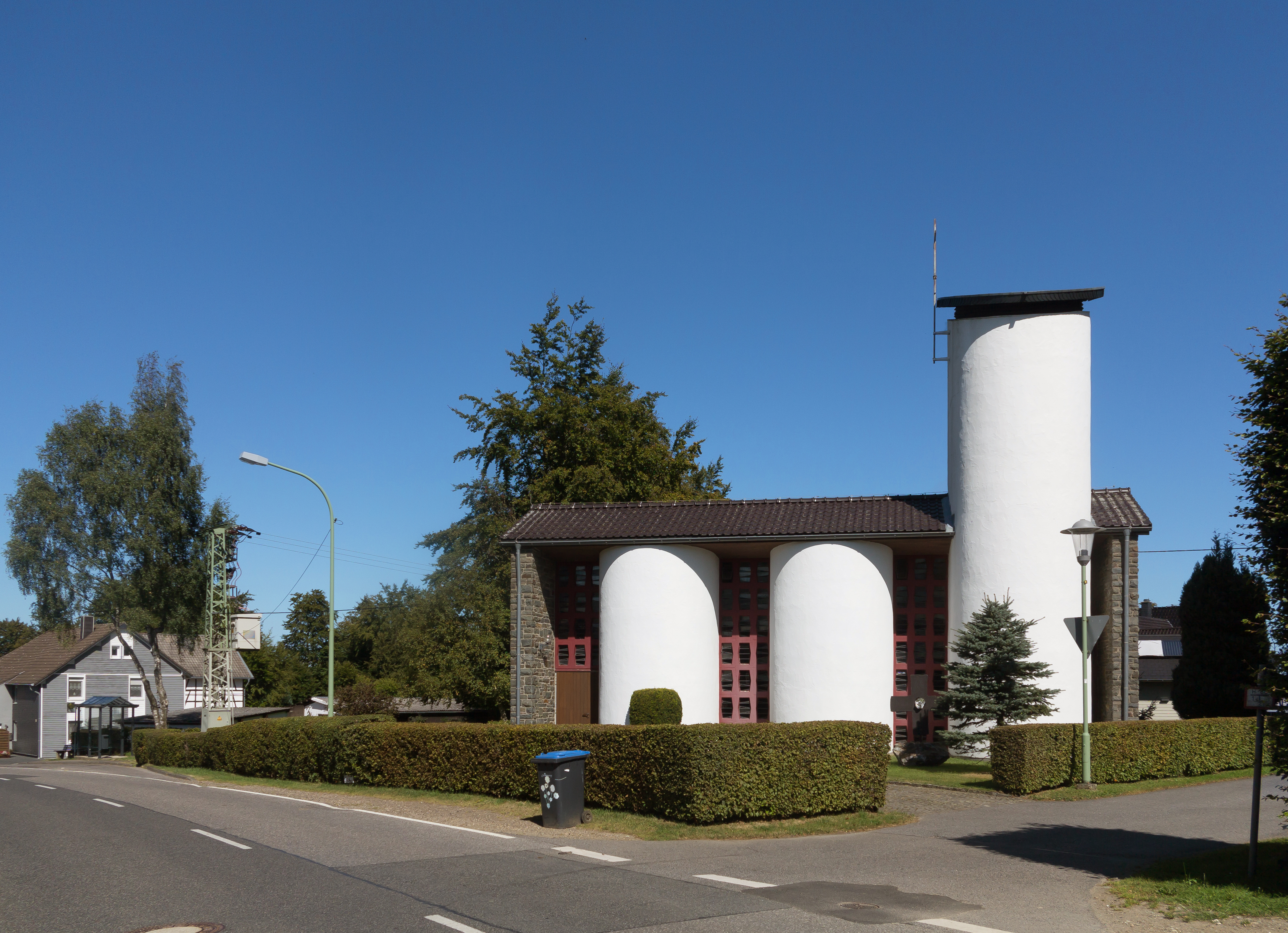
Straatzicht: die Paustenbacher Strasse

Paustenbach is een plaats in de Duitse gemeente Simmerath, deelstaat Noordrijn-Westfalen.
Dedenborn · Eicherscheid · Einruhr · Erkensruhr · Hammer · Hirschrott · Huppenbroich · Kesternich · Lammersdorf · Paustenbach · Rollesbroich · Rurberg · Simmerath · Steckenborn · Strauch · Witzerath · Woffelsbach

Stedenregio Aken · Regierungsbezirk Keulen · Noordrijn-Westfalen